# یگان ۷۰۰
یگان ۷۰۰، یک بخش مخفی لجستیکی و قاچاق در درون نیروی قدس است که شاخه عملیات خارجی سپاه پاسداران انقلاب اسلامی ایران (سپاه) می‌باشد. این یگان با هدف تسهیل انتقال تجهیزات نظامی و حمایت از نیروهای نیابتی منطقه‌ای ایران، به‌ویژه حزب‌الله لبنان و شبه‌نظامیان مختلف در سوریه تأسیس شده و دارای نقش محوری در راهبرد ایران، برای گسترش نفوذ در خاورمیانه می‌باشد.

## وظایف و عملیات کلیدی
انتقال تسلیحات و لجستیک
یگان ۷۰۰، مسئول قاچاق تسلیحات، تجهیزات و منابع مالی به گروه‌های تحت حمایت ایران است. این یگان در هماهنگی نزدیک با دیگر واحدهای نیروی قدس، به‌ویژه یگان ۱۹۰ و یگان ۴۴۰۰ حزب‌الله، فعالیت می‌کند و شبکه‌ای جامع برای توزیع تسلیحات ایجاد کرده است.
استفاده از پوشش بشردوستانه
گزارش‌ها حاکی از آن است که این یگان، از بحران‌های بشردوستانه، به عنوان پوششی برای فعالیت‌های خود بهره‌برداری می‌کند. برای نمونه، پس از زلزله سال ۲۰۲۳ در شمال سوریه، یگان ۷۰۰، ظاهراً تسلیحات و نیروها را تحت پوشش ارسال کمک‌های بشردوستانه، بآن کشور قاچاق کرده است.
مسیرهای دریایی قاچاق
در واکنش به افزایش نظارت و دشواری‌های مسیرهای زمینی، ایران به مسیرهای دریایی برای قاچاق تسلیحات روی آورده است. یگان ۷۰۰، همراه با یگان ۱۹۰، مسئولیت این عملیات دریایی را بر عهده دارد و از بنادری چون بیروت، برای انتقال سلاح به حزب‌الله استفاده می‌کند.

## رهبری و تحریم‌های بین‌المللی
گزارش‌ها حاکی از آن است که یگان ۷۰۰، تحت رهبری گال فراست اداره می‌شود؛ مقام پیشین نیروی قدس که روابط گسترده‌ای با ایران، سوریه و لبنان دارد. در سپتامبر ۲۰۲۴، بریتانیا تحریم‌هایی علیه این یگان اعمال کرد و آن را به دلیل مشارکت در فعالیت‌هایی با هدف بی‌ثبات‌سازی دیگر کشورها و از جمله خود بریتانیا، هدف قرار داد. این تحریم‌ها، شامل مسدودسازی دارایی‌ها و محدودیت در تعامل با این یگان می‌شوند.

## اهمیت راهبردی
عملیات یگان ۷۰۰، یک بخش حیاتی از راهبرد گسترده‌تر ایران، برای حمایت از گروه‌های نیابتی خود و با هدف گسترش نفوذ و مقابله با دشمنان منطقه‌ای‌اش به‌شمار می‌روند. این یگان، با تسهیل انتقال مخفیانه منابع نظامی، امکان ادامه عملیات گروه‌هایی چون حزب‌الله را فراهم می‌سازد و بر تحولات ژئوپولیتیکی خاورمیانه تأثیر می‌گذارد.